# Zosterop de Buru
El zosterop de Buru (Zosterops buruensis) és un ocell de la família dels zosteròpids (Zosteropidae).

## Hàbitat i distribució
Viu a la vegetació secundària i terres de conreu de les muntanyes de l'illa de Buru, a les Moluques meridionals.